# Галстян Арсен Жорайович
Арсен Жорайович Галстян (рос. Арсен Жораевич Галстян, 19 лютого 1989) — російський дзюдоїст, олімпійський чемпіон.

## Виступи на Олімпіадах
| Олімпіада   | Дисципліна         | Місце |
| ----------- | ------------------ | ----- |
| Лондон 2012 | надлегка категорія | 1     |